# USS Maine National Monument

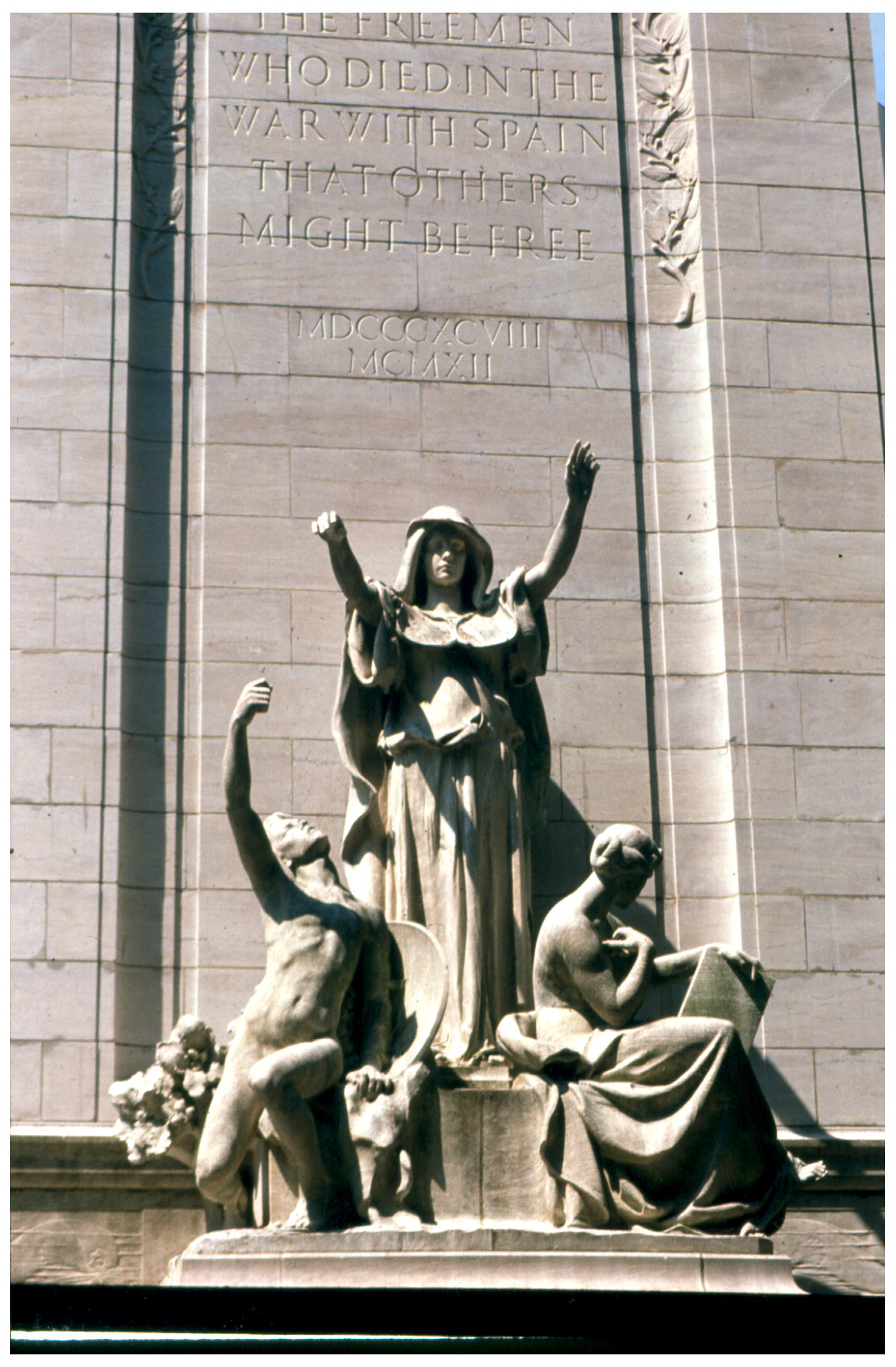
Le groupe de trois personnages sculptés.

L'USS Maine National Monument est un monument commémoratif situé à l'entrée Merchants' Gate de Central Park, à Columbus Circle, à Manhattan, New York. Le monument a été fondu le 1er septembre 1912 et dédié le 30 mai 1913 aux hommes tués à bord USS Maine (ACR-1) lorsque le navire a explosé dans le port de La Havane.

## Description
Le monument se compose d'un pilier avec une fontaine à sa base entourée de sculptures d'Attilio Piccirilli. Un groupe de sculptures en bronze doré au sommet représente Columbia triomphante, son char coquillage tiré par trois hippocampes, modelés par Audrey Munson. Le bronze de ce groupe proviendrait du métal récupéré des canons du Maine. Du côté du parc du monument est fixée une plaque commémorative coulée dans du métal récupéré du navire. On ne sait pas combien de ces plaques du sculpteur Charles Keck ont été produites, mais on peut les trouver dans de nombreux endroits aux États-Unis. Elles ont été coulées par la fonderie de bronze Jno Williams Bronze Foundry et largement médiatisées.
Le 22 avril 2021, le mémorial a été vandalisé lors d'une manifestation à Columbus Circle. Le mémorial était couvert de graffitis, notamment « ACAB » et « Stonewall was a Riot » (en référence aux émeutes de Stonewall qui ont eu lieu à Greenwich Village le 28 juin 1969),.